# إيلينا موخينا
إيلينا فياتشيسلافوفنا موخينا (الروسية: Елена Вячеславовна Мухина ؛ 01 يونيو 1960 - 22 ديسمبر 2006) لاعبة جمباز سوفيتية فازت في حدث شامل في بطولة العالم 1978 في ستراسبورغ، فرنسا. وقد وُصفت على نطاق واسع بأنها نجمة الجمباز العظيمة التالية حتى عام 1979 ، عندما كسرت ساقها وغابت عن العديد من المسابقات. أدى التعافي السريع من تلك الإصابة إلى جانب الضغط لإتقان حركة هبوط خطيرة وصعبة (توماس سالتو) إلى كسر رقبتها قبل أسبوعين من افتتاح دورة الألعاب الأولمبية الصيفية 1980، مما تسبب في شللها الرباعي بشكل دائم.